# Bernhard von Scherffenberg

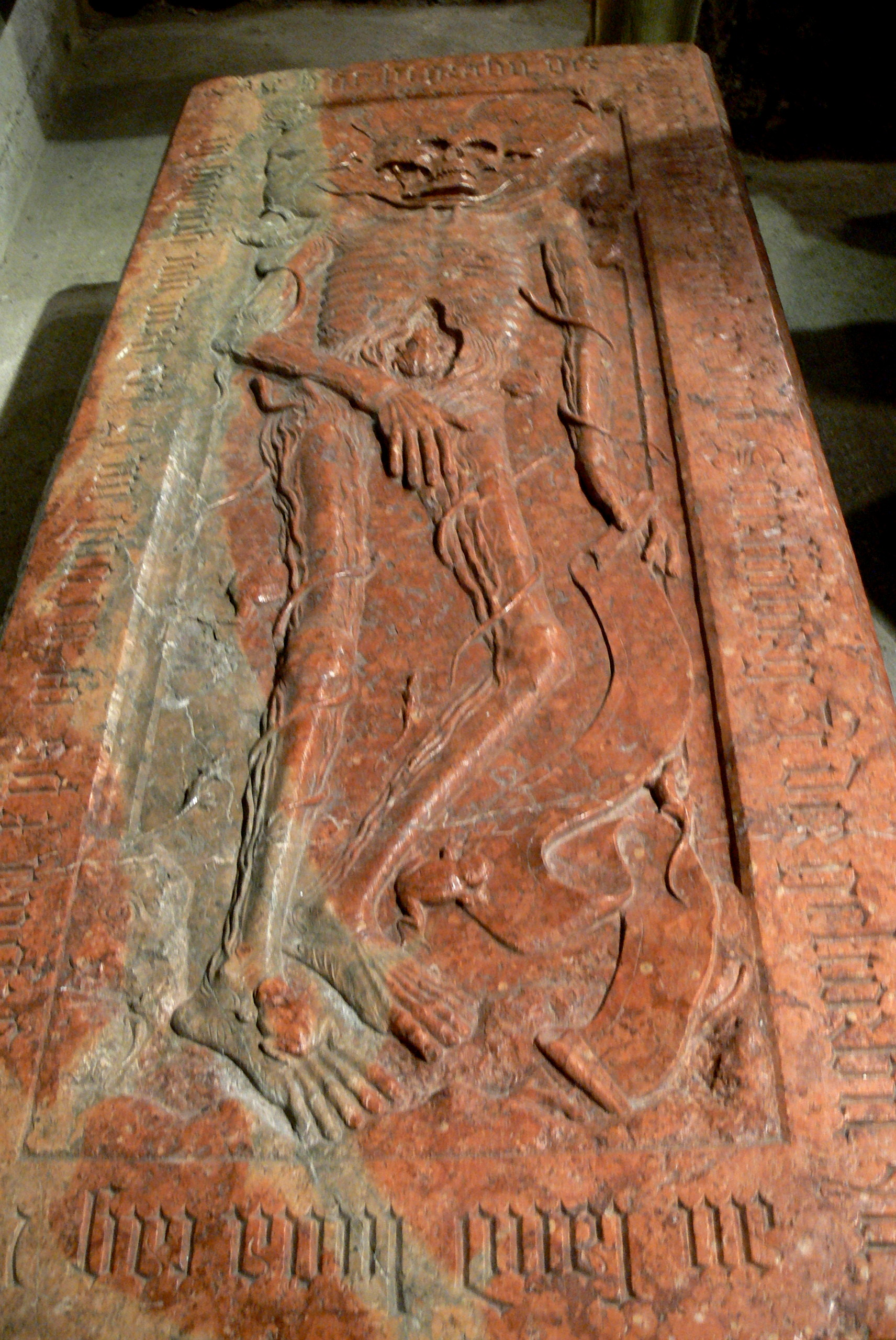
Grabmal Bernhard und Elisabeth von Scherffenbergs in der Marienkapelle der Basilika Enns-Lorch

Bernhard von Scherffenberg (* um 1440; † 13. Dezember 1513 in Spielberg, Steiermark), auch Bernhard von Schärffenberg, Bernhard von Scherfenberg oder Bernhard von Schärfenberg, war ein Adliger im Herzogtum Österreich, österreichischer Feldhauptmann und 1478–1484 Landeshauptmann ob der Enns.

## Herkunft
Bernhard von Scherffenberg war der Sohn von Ulrich IV. von Scherffenberg († 1456) und Christina von Losenstein († 1456). Sein Vater stammte aus der ritterlichen Familie Scherffenberg aus dem Herzogtum Krain, die sich nach der Burg Schärfenberg (heute Teil der slowenischen Gemeinde Radeče) südwestlich der Stadt Cilli benannte. Im 14. Jahrhundert ließen sie sich im Herzogtum Österreich nieder und wurden Gefolgsleute der Schaunberger und der Starhemberger.

## Leben
Bernhard von Scherffenberg wird erstmals 1469 erwähnt, als er das Amt des Pflegers von Freistadt erbte. Er war zunächst Diener von Friedrich III. und stieg Anfang der 1470er-Jahre zum kaiserlichen Rat auf.
Militärisch trat Scherffenberg im Jahr 1474 in Erscheinung. Jaroslav Lev von Rosental, Obersthofmeister des Königreichs Böhmen, war gegen das Land ob der Enns gezogen, hatte Schloss Hörschlag und Markt Haslach eingenommen und Schloss Waldenfels belagert. Noch im gleichen Jahr belagerte Landeshauptmann Reinprecht V. von Walsee zusammen mit Bernhard von Scherffenberg und weiteren oberösterreichischen Adeligen seinerseits Schloss Hörschlag (Tvrz Český Heršlák).
Zu Pfingsten 1476 zeichnete sich Bernhard von Scherffenberg im Krieg gegen das böhmische Königreich und den ungarischen König Matthias Corvinus aus, als er die Stadt Grein erfolgreich gegen das gegnerische Heer verteidigte. Scherffenberg schlug die bei Grein verschanzten Böhmen, die die Stadt in Brand gesetzt hatten, und nahm die meisten Soldaten in Gefangenschaft. Für seine Verdienste wurde er zum Feldhauptmann ob der Enns ernannt.
Im folgenden Jahr unternahmen die Gebrüder Heinrich VII. von Liechtenstein (1439–1483) und Christoph III. von Liechtenstein (1441–1506), Anhänger von Matthias Corvinus, von ihren Schlössern Steyregg und Ottensheim aus verschiedene Streifzüge, die gegen Bernhard von Scherffenberg und seine Verbündeten gerichtet waren. Sie verursachten dabei in verschiedenen Orten und im Kloster Baumgartenberg große Schäden. Im Jahre 1478 nahm Bernhard von Scherffenberg erneut Schloss Hörschlag ein. In der Karwoche desselben Jahres eroberte er während eines nächtlichen Angriffes Rosenberg und nahm wiederum viele Gefangene.

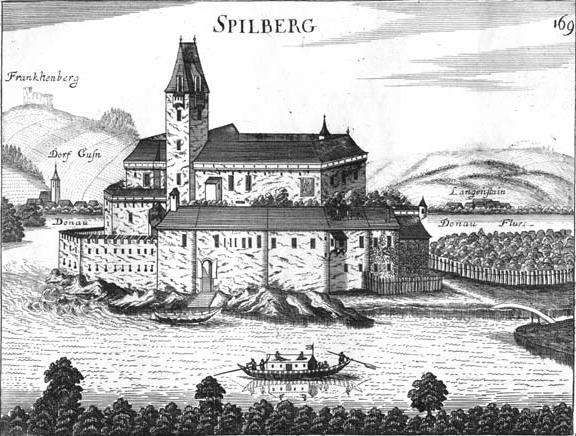
Die Burg Spielberg auf einem Stich von Georg Matthäus Vischer aus dem Jahr 1672

Reinprecht V. von Wallsee trat vor Ostern 1478 als Landeshauptmann ob der Enns zurück. Kaiser Friedrich III. stellte Christoph II. von Zelking (um 1438–1491) und Bernhard von Scherffenberg zur Wahl, die Scherffenberg gewann. Zu Pfingsten 1478 trat er das Amt zum Landeshauptmann ob der Enns an, benannte es aber 1479 in Landeshauptmann von Oberösterreich um und hatte es bis 1484 inne. Nach 1484 widmete er sich dem Ausbau der eigenen Besitzungen, darunter der Veste Spielberg (heute Teil der Gemeinde Langenstein), die der Kaiser allodisierte. Außerdem war er ab 1501 Pfleger von Waidhofen an der Ybbs.

## Familie
Bernhard von Scherffenberg war zweimal verheiratet,
⚭ in 1. Ehe mit der „steirischen“ Elisabeth von Fladnitz († 9. August 1489)
⚭ in 2. Ehe mit Gräfin Katharina von Starhemberg, der Witwe von Reinprecht V. von Wallsee (dem Jüngeren)
Er hatte mehrere Kinder:
- Hans von Scherffenberg († 1527)
⚭ mit Margaretha von Zelking († 1552)
- Georg von Scherffenberg
- Christoph von Scherffenberg
- Wolfgang von Scherffenberg
- Martha von Scherffenberg
⚭ mit Veit von Zelking
- Katharina von Scherffenberg
⚭ mit Graf Gotthard von Starhemberg[5]
- Praxedis von Scherffenberg
⚭ mit Johann von Traun († 1500)

Seine Söhne waren Gefolgsleute von Kaiser Maximilian I.

## Würdigung
- Im Linzer Schlossmuseum befindet sich ein Gedenkstein an Bernhard von Scherffenberg.[7]
- In der heutigen Marienkapelle der Basilika Enns-Lorch ist der rotmarmorne, künstlerisch bedeutende Epitaph von Bernhard von Scherffenberg zu besichtigen.[8]